# Jean Pasquerel
Frère Jean Pasquerel est un prêtre catholique et moine augustin, chapelain, aumônier et compagnon d'armes de Jeanne d'Arc.

## Biographie

### Ermite augustin à Tours
"Vénérable et religieuse personne frère" Frère Jean Pasquerel (Pasquerelli en latin) était prêtre dans l'Ordre des frères ermites de saint Augustin.
En 1429, il enseignait comme professeur au couvent augustin de Tours, comme il le confirme deux ans plus tard : "J'étais précisément lecteur dans un couvent de cette ville".
Il signe « frater Joannes Pasquerelli », au procès de réhabilitation de Jeanne.

### L'aumônier de Jeanne d'Arc

#### La rencontre
Rencontrant Jean de Metz et Bertrand de Poulengy, qui le connaissaient déjà, lors du Grand Pardon du Puy-en-Velay le Vendredi-Saint 25 mars 1429, ceux-ci lui présentent Isabelle Rommée, mère de Jeanne, et il accepte de les accompagner à Chinon avec les frères Jean et Pierre d'Arc, puis à Tours où il rencontre Jeanne d'Arc "au logis de Jean Dupuy, bourgeois de la ville", conseiller du roi en sa Cour des Comptes et chargé à Tours des intérêts de la reine Yolande d'Aragon. Il rapporte ainsi l'entrevue :  
"Mes compagnons lui dirent : « Jeanne, nous vous avons amené ce bon Père. Quand vous le connaîtrez bien, vous l’aimerez bien ». Jeanne leur répondit : « Le bon Père me rend bien contente. J’ai déjà entendu parler de lui et dès demain je me veux confesser à lui »" 

#### La bannière de la Crucifixion
De Tours, ils gagnent Blois avant de libérer Orléans de son siège, commencé en 1428.

#### La libération du siège d'Orléans
C'est Frère Pasquerel qui rédige, au cours des cinq campagnes militaires, les lettres que lui dicte Jeanne d'Arc. Ainsi, le 5 mai 1429, jour de l'Ascension, Jeanne dicte une missive pour les Anglais repliés dans la Bastille Saint-Loup.
L'assaut a lieu le vendredi 6. Le soir, Jeanne donne comme à son habitude à son aumônier les consignes pour le lendemain, samedi 7 mai, et prédit qu'elle sera blessée.Il l'assiste pendant qu'elle est soignée, et la voit repousser les soins ésotériques de quelques soldats.

#### La route du sacre
Accompagnant la Pucelle, Frère Jean Pasquenel assiste évidemment au sacre de Charles VII. Le peintre Ingres le représente, l'imaginant aux côtés de Jeanne près de l'autel, en compagnie des membres de sa maison militaire : Jean d'Aulon, l'écuyer et maître d'hôtel, et les pages Louis de Coutes, porte-étendard, et Raymond.

#### La captivité de Jeanne d'Arc et son procès à Rouen
Frère Pasquerel n'est séparé de Jeanne que lorsque celle-ci est faite prisonnière par les Bourguignons le 24 mai 1430, à Margny-lès-Compiègne.

Il se rend toutefois à Rouen où elle est ensuite captive, et témoigne courageusement en sa faveur au procès dirigé par l'évêque Cauchon fin février 1431:  
"J’ai souvent ouï Jeanne assurer qu’il n’y avait dans son fait qu’un pur ministère ; et quand on lui disait : « Mais rien de tel ne s’est vu comme ce qui se voit en votre fait : en aucun livre on ne lit telles choses », elle répondait : « Mon Seigneur a un livre dans lequel onques nul clerc n’a lu, tant soit-il parfait en cléricature »". 
Il livrera plus tard son opinion sur ce procès inique, se disant :
"bien stupéfait que de si grands clercs, comme ceux qui la vouèrent à la mort en la ville de Rouen, aient osé attaquer cette Jeanne et faire mourir une chrétienne, aussi modeste et simple, d'une manière si cruelle et sans cause, du moins sans cause suffisante pour la faire mourir ; ils auraient pu la garder en prison ou ailleurs ; mais elle les avait mécontentés, et surtout ils étaient ses ennemis mortels. Il semble donc au témoin qu'ils rendirent un jugement injuste".
Jeanne est en effet condamnée à mort par le tribunal de l'évêque pro-anglais Pierre Cauchon et brûlée à Rouen place du Vieux-Marché le 30 mai 1431.
Nous n'avons pas de preuve que Frère Pasquerel soit demeuré à Rouen jusqu'à la fin du procès, mais Lenepveu semble le représenter, au pied du bûcher de Jeanne, dans la même attitude qu'au sacre de Charles VII d'Ingres. Il demeure en effet envisageable que l'aumônier toujours fidèle ait assisté, même de loin, jusqu'au bout sa pénitente, afin de lui donner l'absolution et l'indulgence plénière in articulo mortis, longtemps privilège des religieux. Ainsi se termine sa mission.

### Après Jeanne
Frère Pasquerel est par la suite nommé au couvent augustin de Bayeux, peut-être après 1450, la ville n'étant libérée des Anglais que par le siège de Jean de Dunois du 4 au 16 mai 1450, un mois après la victorieuse bataille de Formigny, le 14 avril, qui met officiellement un terme à la guerre de Cent Ans et à l'épopée de Jeanne d'Arc.
Vingt-cinq ans après la mort de la Pucelle, Frère Jean témoigne à Paris au procès de réhabilitation (dit aussi procès de nullité de la condamnation) de Jeanne d'Arc, les jeudi 3 et vendredi 4 mai 1456, "lendemain de l'Ascension", confirmant mot pour mot ce qu'il avait déjà répondu à Rouen. Sa déposition sera d'un grand poids pour la béatification de Jeanne en 1909, puis sa canonisation en 1920.

## Représentations

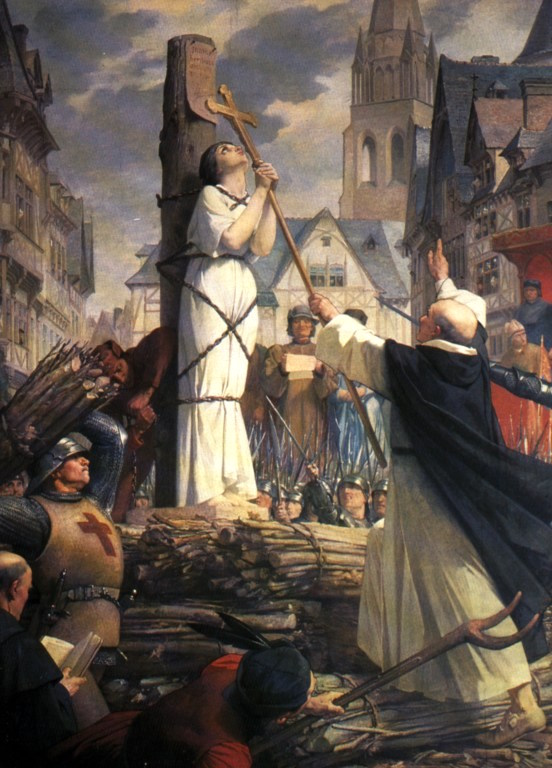
Jeanne sur le bûcher place du Vieux-Marché à Rouen, de Lenepveu ; église Sainte-Geneviève (Panthéon) à Paris.

Frère Pasquerel est figuré à plusieurs reprises sur des peintures ou images sur la vie de Jeanne d'Arc, toujours tonsuré et vêtu de l'habit noir des Augustins.
En 1854, Jean-Auguste-Dominique Ingres le peint sur son tableau Jeanne d'Arc au sacre du roi Charles VII, récitant son bréviaire à genoux, côté évangile derrière la Pucelle. Le tableau est conservé au musée du Louvre.
En 1889, Jules-Eugène Lenepveu peint sur le même modèle Jeanne d'Arc sur le bûcher place du Vieux-Marché à Rouen, parmi la fresque monumentale retraçant la vie de l'héroïne. Tandis que celle-ci baise la croix de procession tendue par le Dominicain Isambart de La Pierre, c'est certainement le Frère Pasquerel qui est encore représenté à genoux en bas à gauche, récitant dans son bréviaire les prières des agonisants au pied non plus de l'autel mais du bûcher, dans un rapprochement saisissant avec la peinture d'Ingres. Mais contrairement à lui, son Sacre de Charles VII à Reims (1889-1890) n'a plus trace du religieux.
En 1909, Maurice Denis (1870-1943) le représente dans La Communion de Jeanne d'Arc ou Sainte Jeanne d'Arc communiant avant le combat, revêtu de la chasuble et communiant la Pucelle agenouillée devant son armée en plein air. Cette huile sur toile est conservée au musée des Beaux-Arts de Lyon.

## Sources
- Georges Bordonove, Charles VII le Victorieux, Paris, Pygmalion, coll. « Les Rois qui ont fait la France », 1985, 318 p. (ISBN 978-2-85704-195-5)
- Jules Quicherat : Procès de condamnation et de réhabilitation de Jeanne d'Arc, 5 vol., 1841-1849. Consultable en ligne : t. I[5], t. II[6], t. III[7], t. IV[8], t. V[9].